# Florian von Seydlitz
Pour les articles homonymes, voir Seydlitz.
Anton Friedrich Florian von Seydlitz-Kurzbach (né le 20 février 1777 à Greußen près de Magdebourg et mort le 18 février 1832 à Cologne) est un général de division prussien.

## Biographie

### Famille
Il est un descendant de la famille noble silésienne von Seydlitz de la branche de Kurzbach. Son père, Florian Boglislav von Seydlitz (1746–1796), est maître forestier à Aken, sa mère, Elisabeth Antonie Friederike (1750–1830), est originaire de Mascate.
Anton Friedrich Florian se marie le 4 juin 1809 à Berlin Karoline von Schack (de) (1789–1865), fille du général prussien Wilhelm Georg von Schack (de) . Deux enfants sont nés de ce mariage :
- Hermann Florian (de) (1810–1895), lieutenant général prussien marié avec Louise von Sybel (de) (1819–1895), fille de Heinrich Ferdinand Philipp von Sybel (de)
- Karoline Floriane Auguste (1817-1898), chanoinesse

### Jeunesse
Le jeune page de la cour prussienne est admis à la maison des cadets de Berlin pour y être formé en 1790. En tant que Junker, il rejoint à pied le régiment de police militaire en 1792, avec lequel il prend part à la bataille de Kaiserslautern et au siège de Landau. En 1794, il est nommé sous-lieutenant et en 1801 promu adjudant de son régiment, qui est stationné à Mittenwalde.

### Adjudant auprès de Yorck
Lorsque le colonel Yorck reprend le régiment, il choisit Seydlitz comme adjudant personnel. Entre le colonel, humainement difficile et extrêmement méfiant, et Seydlitz s'établit pendant les années fatidiques des guerres napoléoniennes une collaboration étroite et confiante qui dure des années et qui est en outre portée par une amitié privée. Pendant la bataille d'Altenzaun (de), il combat aux côtés de Yorck. Après la bataille de Lübeck, il peut se rendre en Prusse-Orientale en passant par le Holstein, où il participe à la bataille de Königsberg.
Après la paix de Tilsit, il participe à la réforme de l'armée prussienne en rédigeant un essai sur la réorganisation de l'armée qu'il soumet au roi Frédéric-Guillaume III.
Promu major en 1811, il participe à la campagne de Prusse de 1812 aux côtés de Yorck. Pour ses mérites dans les batailles d'Olai, d'Eckau, de Gräfenthal et de Garossenkrug, il reçoit l'ordre Pour le Mérite. Avec son beau-frère Wilhelm von Schack (de), Seydlitz devient le confident le plus important de Yorck lors des négociations sur la Convention de Tauroggen et dans les négociations secrètes entre la Russie et la Prusse qui précédent le traité de Kalisch et prépare l'entrée de la Prusse dans le camp des adversaires de Napoléon.

### Campagne d'Allemagne
Au début de la campagne d'Allemagne, Seydlitz est séparé de Yorck sur ordre du roi et de ses conseillers, ce qu'il comprend comme un mépris personnel et une intrigue délibérée contre sa personne. En tant que commandant du bataillon de chasseurs à pied de la Garde (de), Seydlitz participe à la bataille de Lützen, à la bataille de Bautzen, à la bataille de Dresde et à la bataille de Kulm. Les alliés russes l'honorent en lui décernant l'ordre de Sainte-Anne de 2e classe.
Le 14 décembre 1813, le roi le nomma commandant du 7e régiment d'infanterie, "pour vous donner un champ d'action plus étendu et, par là même, une nouvelle preuve de ma confiance particulière dans votre connaissance du service et dans votre zèle pour celui-ci" Pour ses services dans les batailles de Ligny et de Waterloo, il reçoit la croix de fer de 1re classe.
Après une évaluation favorable par son chef de brigade, Seydlitz est promu colonel en 1815 et place son régiment sous le corps d'armée mobile en France. Il y reçoit la croix d'officier de la Légion d'honneur en 1817 en remerciement pour le traitement prévenant et attentionné de la population des territoires occupés.

### Après les guerres napoléoniennes
De retour de France, Seydlitz est nommé commandant de la 8e brigade d'infanterie à Erfurt en 1821. C'est à cette époque qu'il commence, avec son beau-frère Wilhelm von Schack, à retracer les événements dramatiques des années 1811 et 1812 au sein de l'état-major de Yorck. En 1823, son ouvrage parut sous le titre Königlich Preußischen Armeekorps unter Befehl des General-Lieutenants von York im Feldzuge von 1812. Il devient un ouvrage de référence de la littérature militaire.
La même année, il est promu major général et décoré de l'ordre de l'Aigle rouge de 3e classe en 1825. Déjà gravement atteint physiquement, il part néanmoins avec sa brigade lorsque le 4e corps d'armée est ordonné sur le Rhin. Il meurt à Cologne en 1832, deux jours avant son 55e anniversaire, et est enterré dans le cimetière local de Melaten (lit. C, entre HWG et Réf. H) enterré. Son monument funéraire, un cylindre de pierre d'environ trois mètres de haut, couronné d'un casque et d'une épée, est l'une des pierres tombales les plus anciennes du cimetière et est situé juste à côté d'un platane de plus de 200 ans et à proximité immédiate de la tombe de Dirk Bach.

## Travaux
- Tagebuch des Königlich Preußischen Armeekorps unter Befehl des General-Lieutenants von York im Feldzuge von 1812. Teile 1 und 2. Mittler, Berlin und Posen 1823.
- Aus den Akten der Militärreorganisations-Kommission von 1808: eine Denkschrift des Premierlieutenants von Seydlitz. Duncker und Humblot, Berlin 1892.

Il a tenu aussi un journal, qui est localisé dans les archives d'État secrètes du patrimoine culturel prussien (de) .